# Scientrier
Scientrier is een gemeente in het Franse departement Haute-Savoie (regio Auvergne-Rhône-Alpes) en telt 657 inwoners (1999). De plaats maakt deel uit van het arrondissement Saint-Julien-en-Genevois.

## Geografie
De oppervlakte van Scientrier bedraagt 7,2 km², de bevolkingsdichtheid is 91,2 inwoners per km².
De onderstaande kaart toont de ligging van Scientrier met de belangrijkste infrastructuur en aangrenzende gemeenten.

## Demografie
Onderstaande figuur toont het verloop van het inwonertal (bron: INSEE-tellingen).